# Margaret Shelby
Margaret Shelby (16 juin 1900 - 21 décembre 1939) est une actrice américaine ayant travaillé pour le cinéma muet et le théâtre.

## Biographie
Née Margaret Reilly, également connue sous le nom Alma M. Fillmore, elle est la fille de l'actrice Charlotte Shelby, et la sœur aînée de la star Mary Miles Minter. Elle fait partie des nombreuses personnalités impliquées dans les scandales qui suivent le meurtre du réalisateur William Desmond Taylor en 1922.

## Filmographie partielle
- 1917 : La Fille du fugitif (Her Country's Call) de Lloyd Ingraham : Marie Tremaine
- 1920 : L'Enfant de la tempête (Jenny Be Good) de William Desmond Taylor : Jolanda Van Mater